# Palaemnema tepuica
Palaemnema tepuica – gatunek ważki z rodziny Platystictidae. Występuje na terenie Ameryki Południowej.